# Roques del Marquès
Les Roques del Marquès és una muntanya de 1.259 metres que es troba al municipi del Brull, a la comarca d'Osona.